# ホリプロ
株式会社ホリプロ（英: HoriPro Inc.）は、日本の芸能事務所。ホリプロ・グループ・ホールディングスの子会社。
本項ではホリプログループ各社を統括する持株会社である株式会社ホリプロ・グループ・ホールディングス（英: HORIPRO GROUP HOLDINGS, INC.）についても記述する。

## 概説
1960年5月に有限会社堀プロダクションとして設立され、1963年1月に株式会社へ改組し、社名をホリプロダクション（略称：ホリプロ）に社名変更。1990年10月に株式会社ホリプロへと2度目の社名を変更、それまでの略称名が正式社名となった。
「芸能プロを一企業として社会に認知させたい」との思いから経営の健全化を進め、1989年に業界初の株式公開を果たし、1997年には東証2部（現・スタンダー
ド）上場、2002年9月には東証1部（現・プライム）上場を果たした。しかし、2011年12月には、経営環境の変化から経営の自由度を確保するため、マネジメント・バイアウト（MBO）による上場廃止を発表した。
創業者の堀威夫は、一貴（ホリプロ・エンターテインメント・グループ・インク社長）・義貴（現・ホリプログループ会長）兄弟の父親で、元・ファウンダー最高顧問。

## 歴史
- 社名に個人名を付けたのは、東洋企画の分裂劇で追われたため、自らの会社である事をアピールするためであったという（堀威夫の項目も参照）。現在でこそ女性タレントの活躍振りが目立つが、設立初期は「僕は泣いちっち」や「有難や節」等でヒットした守屋浩（現在は同社スカウト部長を兼任）を売り出していた。ホリプロダクションに社名変更後は舟木一夫、ザ・スパイダース、ザ・ヴィレッジ・シンガーズ、オックス等が活躍する一方で、また映画監督・広告ディレクターの大林宣彦を起用して、丹頂（今のマンダム）が社運を賭けて発売したチャールズ・ブロンソンが出演したことで知られる「マンダム」の広告を制作する[4] 等小規模ながらも芸能事務所として知られるようになっていった。
- 1970年代前半には、井上陽水等のフォーク系のアーティスト等を扱う部門として「カレイドスコープ」を設け[5]、浜田省吾等がいたロックバンド『愛奴』等も所属していた[6]。
- 1970年代中頃から後半は、主に山口百恵や石川さゆり、森昌子等の活躍によって、堀威夫が目標とし、かつ最大のライバル事務所であると語っていた渡辺プロダクション等に次ぐ勢力となった（堀の自伝によれば、ミュージシャン時代一時期ナベプロにマネージメントしてもらっていたが、やがて決裂したという因縁があったという）。特に東宝で公開された一連の山口主演映画はコンスタントに10億近くの配給収入を上げ続けたが、比較的低予算でありながらハイリターンをもたらしホリプロにとっても東宝にとっても金看板的スターとなった。また社名を冠した「ホリプロタレントスカウトキャラバン」からは榊原郁恵等が誕生し、事務所名が茶の間に知れ渡った[7]。その後も女性タレントを中心とした育成・養成に力を入れる一方、お笑いにも進出した。この当時は雲の上の存在的な所属者ばかりの渡辺プロダクション等とは対照的に、一貫した庶民派路線が時代の多様化に呼応し成功を収めたと言える。
- 音楽原盤権は自社制作の上で管理されており、各レコード会社に原盤供給契約の形式を採っている。
- 1994年、ポニーキャニオンと提携したレコードレーベル「サウンデイジア」（Sound+Asiaの合成語）を設立し、千葉美加、ファンキー末吉等が所属した。
- 1997年、中学生以下のタレント育成を目的とした「ホリプロ・インプルーブメント・アカデミー」を設立。
- 経営においては「会社の売上を1人のタレントに25%以上偏らせないようにする」というルールを自らに課しており、その経営方針の為芸能人のマネージメントの他にも、テレビ番組・音楽・映画・テレビ広告・舞台公演・ネットコンテンツ等の自社制作やキャラクター版権管理も行っている。いずれの部門も、企画開発から制作・完成までを一貫して自社で行える体制となっている。2015年、完全自社製作のオリジナルミュージカル「デスノート THE MUSICAL」で日本・韓国公演を実施。「日本サイドが原著作権を保有するオリジナルミュージカル」で世界進出を図っている。
- スポーツコメンテーターや元スポーツ選手のマネジメントも多く行っており、武田修宏、岩本勉、大林素子、水内猛、宮下純一等が在籍している。近年は現役スポーツ選手のマネジメントにも領域を広げ[8]、また「ホリプロ・キャスティング・ネットワーク」としてホリプロ所属に限らず各業界著名人の出演依頼も行っている[9]。
- 2004年の『新選組!』のヒロインを優香、2005年の『義経』と2009年の『坂の上の雲』のヒロインを石原さとみ、2009年の『天地人』の主演を妻夫木聡、2012年の『平清盛』の主演を松山ケンイチ、同ヒロインを深田恭子、2013年の『八重の桜』の主演を綾瀬はるか[10]、2018年の『西郷どん』の主演を鈴木亮平等、近年は所属者が大河ドラマの主演・ヒロインを務める機会が多くなった[11]。
- 所属歌手のMay'n等がアニメソングの歌唱をきっかけに海外でも人気が高まったことから、アニメやアニメソングを軸とした海外戦略を図っている[12]。2012年には「アニメビジョン開発室」を立ち上げて、2011年の「次世代声優アーティストオーディション」出身の田所あずさ等女性声優に加えて男性声優では岸尾だいすけ（2014年1月まで所属）等を所属させる[12][13] 等声優マネージメント事業にも進出。2018年6月にホリプロインターナショナルを新たに設立し、山崎エリイを除いた「次世代声優アーティストオーディション」出身者全員とMay'nが設立時に同社へ移籍している。
- 2018年8月8日、2010年に行われた『キャンパスター☆H50』以来8年ぶりとなる男性オーディション『HORIPRO Men's STAR AUDITON〜未来のスターはキミ? それとも隣のカレ?』を開催することを発表した[14]。2018年10月中旬から11月中旬に行われる書類選考通過者の面接及び同年12月初旬に行われるファイナリストによる合宿とワークショップを経て[14]、2019年1月13日に決勝大会が行われ、群馬県出身の中学3年生・鍛治原日向がグランプリを受賞した[15]。グランプリ受賞者は、ホリプロ所属の俳優・藤原竜也主演でWOWOWで映画化・連続ドラマ化することが発表された作家・吉田修一の小説『太陽は動かない』への出演が予定されている[16]。
- 2020年5月27日、脚本家・藤井清美氏の企画で「20分×4本」のリモートドラマを制作・配信することを発表[17]。配信はU-NEXTとYouTube。6月1日の0時00分「木村了×佐津川愛美」「きいた×唯月ふうか」、6月9日（配信時間調整中）「石井正則×馬渕英里何」ともう一組。U-NEXTは6月9日～全4話一挙配信スタート（配信時間調整中）。
- 2020年6月、株主総会にて創業者の堀威夫がファウンダー最高顧問から勇退、完全に第一線から退いた[18]。
- 2022年6月、堀義貴がホリプロ社長を退任するが、ホリプロ・グループ・ホールディングス 代表取締役社長CEOとして引き続きグループの最高経営責任者を担う[19]。今後は持ち株会社である株式会社ホリプロ・グループ・ホールディングスがグループを統括し、ホリプロはホールディングスの下で並列するグループ会社となる[20]。
- 2023年10月15日、ホリプロ初のエンタメホールSUPERNOVA KAWASAKIを川崎市にオープン[21]。
- 2024年4月1日、本社建て替え工事のため、本社機能を品川区・住友不動産大崎ツインビル東館12Fに仮移転[22]。

## 特徴
自社企画の新人発掘イベントを幾つか主催しており、中でも「ホリプロタレントスカウトキャラバン」は女性アイドルの登竜門として有名で、多くの人気タレントを輩出している。
同社の広告・ポスター等で所属芸能人の名前を書くときは、現在は必ずといって良いほど和田アキ子等が一番上に来る（先輩であり創業時より在籍する守屋浩等が一番上に来る事もある。）。
所属タレントのアルバイトは禁止されていることが所属歴のあるタレントの口から語られている。
入寮制度があり、後日有名になった者でも若手時代には寮暮らしをしている。
所属タレントへの報酬の支払については、浮き沈みが極めて不安定な芸能界において歩合制を原則とする他の芸能事務所とは異なり、基本的には定額報酬制（固定給とも言われるが、あくまで専属マネジメントに関する委託契約に係る事業報酬の支払規定の一種であり、厳密には異なる）を取っているとされる。所属タレントの小島瑠璃子等は、普通のOLと同じぐらいの給料だと発言したことがある。また和田アキ子等でさえ長者番付（2006年に廃止）に載らないくらいとも言われている。和田や生前40年以上在籍した鈴木ヒロミツ等の他にも、長年所属しているタレントが同業他社と比較して多いのが特徴である。業界に於けるホリプロの影響力は非常に強く、定額制であることを差し引いても所属タレントには様々なメリットがあると言われている。どんぶり勘定も少なくない芸能事務所において、会計歳入歳出の管理に非常に厳格であることで知られている。

## お笑い育成
1990年初頭、お笑いブームの影響とアイドルの衰退の影響があったこともあり、お笑い芸人の育成を強化するために、お笑い勉強会を開設した。事前のオーディションで合格すると、無料で週一回のホリプロの勉強会に参加できるようになる。お笑い部門は形態が異なっており、1990年代から所属していた芸人はホリプロ所属、子会社のM2カンパニー出身の芸人、およびホリプロが子会社化してから所属した芸人はホリプロコム所属となっている。女性芸人も2011年までは全員がホリプロ所属だったが、それ以降は女性芸人もホリプロコム所属となった。
勉強会では、まず最初にネタ帳の提出をしなければならない。その後、ホリプロのお笑い担当の幹部にネタ見せをする。上層部のOKが出ればその中で何組かがライブへ出られる。
勉強会はお笑い養成所の中で吉本興業等と並んでトップクラスの厳しさを誇る。参加者に対して「帰れ!」「辞めてしまえ!」など厳しい怒声が飛ぶことは日常茶飯事で、ときにはネタ帳を破り捨てられたりすることもあったという（おぎやはぎが『ごきげんよう』（フジテレビ）で暴露）。礼儀にも厳しく、遅刻すればネタを見せられないという罰則がある。このように厳しい養成所ではあるが、活躍している芸人の殆どがホリプロコムの前身にあたるM2カンパニー出身者か、吉本等の別の事務所出身者であることが多く、直接ホリプロのお笑い部門に在籍した人物が売れっ子になった人物は少ない。また、賞レースで活躍している人物も少ない。おぎやはぎ等も、実際にホリプロのオーディションに参加したことがあり、ネタを披露したところお笑い担当の幹部から酷評されたという。しかし、同じネタをプロダクション人力舎等のオーディションで披露したところ絶賛されたことをラジオで語っている。後におぎやはぎは、プロダクション人力舎でデビューした。
2002年4月には、ホリプロのお笑い芸人養成学校として「目黒笑売塾」が開校された。

## グループ企業
- ステラキャスティング[25] - 2013年6月設立。CMキャスティング及びイベント企画制作、通販事業等を行う。
- プロダクション・パオ
- ホリプロ・ブッキング・エージェンシー[26] - 俳優等中心のマネージメント等を行う。
- ホリプロコム - 2003年設立。ホリプロ本体所属のお笑い芸人等を、移籍したM2カンパニー所属のお笑い芸人等とともに当該会社に統合する。
- ホリプロ・インプルーブメント・アソシエーション（ホリプロ・インプルーブメント・アカデミー）
- ホリプロインターナショナル - 2018年6月設立。声優及びアーティスト部門等を分離独立。
- ホリプロデジタルエンターテインメント - 2018年7月設立。新種のデジタルコンテンツ等でのマーケティング及びマネージメント等を行う。
- HT Entertainment
- 新音楽協会 - ミュージシャン・作詞作曲編曲家のマネージメント及び音源等の企画制作。
- ホリックス（HORIX） - 映像製作会社。劇場映画・テレビドラマ等の企画・製作等を行っている。旧ホリ企画制作。
- 伊真沁（イマジン） - 京料理の料亭の運営
- ブース
- ホリプロ文化芸能財団

### 過去のグループ企業
- ホリ・エージェンシー - モデルエージェンシーとして設立。通常の芸能プロとしての営業等がメインとなっていた。

## テレビ番組
- 日経スペシャル カンブリア宮殿 「プロデュースの力～芸能をビジネスにした男が語る」（2006年6月26日、テレビ東京）- ホリプロ 取締役ファウンダー 堀威夫出演[27]。

## 書籍

### 関連書籍
- 『あなたをスターにしたい』（著者：堀威夫）（1976年11月1日、潮出版社）
- 『才能を育てる』（著者：堀威夫）（1985年10月9日、講談社）ISBN 978-4062022095
- 『河童が覗いた仕事師12人』（著者：妹尾河童）（1987年7月10日、平凡社）ISBN 9784582282115 - 井上ひさし・篠山紀信・蜷川幸雄・立花隆・三宅一生・Ｃ.Ｗ.ニコル・山下洋輔・堀威夫など、12人の男たちの素顔を本音の会話と密着取材の写真とで明らかにする対談集
- 『いつだって青春 ホリプロとともに30年』（著者：堀威夫）（1992年11月26日、東経）ISBN 978-4492552056
- 『ホリプロマネージャー物語 現役タレントマネージャーが芸能界の舞台裏言いたい放題』（編著：ホリプロマネージャー軍団）（1993年3月31日、日本文芸社）ISBN 978-4537023398
- 『BREAK！ ホリプロ40周年記念企画』（編者：ホリプロ40周年記念企画「BREAK！」制作委員会）（1999年12月2日、メディアファクトリー）ISBN 9784889919448
- 『ホリプロの法則 創立40周年記念企画』（著者：「ホリプロの法則」編集委員会）（2000年10月14日、メディアファクトリー）ISBN 978-4840101547
- 『わが人生のホリプロ いつだって青春』（著者：堀威夫）（2005年7月1日、小学館 小学館文庫）ISBN 978-4094186611
- 『これだけ差がつく！「感じる人」「感じない人」 ホリプロ社長が教えるチャーミングな組織のつくり方』（著者：堀義貴）（2005年10月26日、PHP研究所）ISBN 9784569641843
- 『タレントになれるかな？』（編著：ホリプロ・なれるカナ子プロジェクト）（2009年8月10日、ゴマブックス）ISBN 9784777115006
- 『ギターとたくあん 堀威夫流不良の粋脈』（著者：村松友視）（2010年10月20日、集英社）ISBN 9784087814439
- 『ホリプロって何だ?』（著者：堀威夫）（2020年6月6日、財界研究所）ISBN 978-4879321404

## その他
- 千葉商科大学サービス創造学部の公式サポーター企業
- 創業者の堀威夫は、宇都宮ビジネス電子専門学校（UBDC）及び宇都宮アート&スポーツ専門学校の名誉顧問を務める。